# 德顿语
德顿语（Tetun，葡语、英语等作Tetum）是东帝汶的国家语言，主要基于南岛语系，亦有很多来自葡萄牙语的词汇。在葡萄牙统治东帝汶时，虽然葡萄牙语是官方语言，但德顿语作为交际语使用。在印度尼西亚占领东帝汶，成为其第27个省后，葡萄牙语被禁止使用，但是，天主教會并没有采用印尼语而转用德顿语，故此，德顿语成为东帝汶的文化和国家认同。